# Kraftwerk
Kraftwerk (nemško das Kraftwerk - elektrarna) je nemška glasbena skupina iz Düsseldorfa, ustanovljena v letu 1970 in dejavna še danes. Ustanovila sta jo Ralf Hütter in Florian Schneider-Esleben. Dela skupine se izražajo v številnih glasbenih stilih, ki se jih označuje kot synthpop, electro funk in detroit techno. Predvsem je poznana po svojem pionirskem delu na področju elektronske pop glasbe - od zgodnjih 70. do zgodnjih 80. let 20. stoletja je bila nevsakdanja glasba skupine Kraftwerk revolucionarna za tisti čas, tako da ima še danes trajni vpliv preko mnogih žanrov moderne popularne glasbe.
Značilni zvoki Kraftwerk glasbe združujejo vožnjo: ponavljajoči ritmi s preprostimi melodijami v glavnem sledijo zahodnemu klasičnemu stilu harmonije z minimalistično in strogo elektronsko uglasbitvijo. Preprosta besedila pesmi so pogosto peta na vokoder ali ustvarjena z računalniško programsko opremo za govor. 

## Zgodovina skupine

### Začetki
Kraftwerk sta ustanovila v letu 1970 Ralf Hütter (elektronske orgle, sintesajzer) ter Florian Schneider-Esleben (flavta, sintesajzer, električna violina). Spoznala sta se kot študenta v Düsseldorfskem konzervatoriju v poznih 60. letih. Sodelovala sta v nemški eksperimentalni glasbeni sceni tistega časa, ki jo je britanska glasbena scena poimenovala krautrock.
Hütter in Schneider-Esleben sta dejavno sodelovala v kvintetu imenovanem Organisation, ki je bila predhodnica Kraftwerka, nastala leta 1968. Ta skupina je izdala en album z naslovom Tone Float (izdan pri RCA Records v Veliki Britaniji). Skupina je razpadla kmalu zatem. Zgodnja zasedba skupine Kraftwerk se je razmajala v obdobju od leta 1970 do leta 1974, saj sta Hütter in Schneider-Esleben sodelovala z okoli šestimi drugimi glasbeniki na področju snemanja albumov (posneli so tri), izvajali pa so tudi neredne nastope. Največjo izgubo je pomenil odhod kitarista Michaela Rottherja ter bobnarja Klausa Dingerja, ki sta nato nato ustvarila skupino Neu!
Prvi studijski album z naslovom Kraftwerk je nastajal julija in avgusta leta 1970, ustvarjala sta ga Klaus Dinger in Andreas Hohmann, izdan pa je bil pri založbi Phillips. Album se je na nemški lestvici LP-plošč povzpel na 30. mesto. Ralf Hütter je konec leta 1970 za nekaj mesecev zapustil Kraftwerk, da bi dokončal študij arhitekture. Skupina Kraftwerk je izvedla svoj prvi koncert 26. decembra v zasedbi Floriana Schneider-Eslebna, Eberharda Kranemanna (bas, čelo) ter Charlyja Weissa (bobni). Leta 1972 je izšel drugi album Kraftwerk 2 in leta 1973 tretji album Ralf und Florian. 
Producent Konrad »Conny« Plank je s svojim trudom in strokovnim znanjem pomembno vplival na zgodnje delovanje skupine Ktaftwerk, sodeloval je pri nastanku njihovih prvih 4 albumov. Deloval je tudi z drugimi nemškimi glasbeniki elektronske glasbe tedanjega časa, med drugimi s člani skupine Can, Neu!, Cluster in Harmonia. Zaradi sodelovanja s skupino Kraftwerk je bil Plankov studio, ki se je nahajal blizu Kölna, eden najbolj cenjenih v poznih 70. letih 20. stoletja. Plank je pomagal pri nastanku prvih štirih albumov skupine Kraftwerk.

### 1974-1975
Izdaja albuma Autobahn leta 1974 je nakazala gibanje skupine vstran od zvoka njihovih prejšnjih albumov. Vlagali so v novo tehnologijo, kot je »minimoog«, s katerim so si pomagali ustvariti novejši, čistejši zvok. Autobahn je bil tudi zadnji album, pri katerem je pomagal Plank. Po trgovskem uspehu Autobahna so Kraftwerk vložili denar v posodobitev svojega studia. To je pomenilo, da se jim ni bilo več treba zanašati na zunanje producente. V tem času je slikar in grafik Emil Schult postal stalni sodelavec skupine. Pomagal je pri kasnejšem pisanju besedil in spremljal skupino na turneji. 
Sedanja klasična zasedba skupine Kraftwerk je bila zasnovana leta 1975 za Autobahn turnejo. Med tem časom so bili predstavljeni kot kvartet - Hütterju in Schneiderju sta se prudružila Wolfgang Flür in Karl Bartos, oba dejavna na elektronskih tolkalih. Ta kvartet je bil javna osebnost skupine Kraftwerk za njihovo slavno delovanje poznih 70. in zgodnjih 80. let 20. stoletja. Flür se je skupini pridružil že leta 1973 - med pripravo za televizijski nastop, ki je predstavil njihov tretji album. 
Po Autobahn turneji leta 1975 so Kraftwerk začeli delati na naslednjem albumu Radio-Activity. Po kasnejših vlaganjih v novo opremo je bil njihov snemalni Kling Klang Studio v polnem zagonu. Odločeno je bilo, da bo novi album imel osrednjo temo. Ta tematika je prišla iz njihovega interesa za radijsko komunikacijo, še poudarila pa se je na njihovi zadnji turneji po ZDA. Medtem ko je Schult začel delati na besedilu za nov album, je skupina začela ustvarjati z glasbo. Radio-Activity se ni izkazal vrednega za svojega predhodnika in je bil manj uspešen na trgih Združenega kraljestva in ZDA, vendar pa je posegel na evropski trg - v Franciji je bil odlikovan z zlatim diskom. Kraftwerk so ustvarili nekaj promocijskih videov in imeli več evropskih nastopov, kjer so predstavili album. Z izidom albumov Autobahn in Radio-Activity so Kraftwerk zapustili svoje avantgardno eksperimentiranje in napredovali proti elektroskim pop melodijam.

### 1976-1982
Leta 1976 je skupina Kraftwerk začela snemati album Trans-Europe Express v Kling Klang Studiu. Hütter in Schneider sta v bonnskem studiu »Synthesyzerstudio Bonn, Matten & Wiechers« naročila, naj oblikujejo in proizvedejo napravo, imenovano »Synthanorma Sequencer with Interwallomat« (4x8/ 2x16/ 1x32 step-sequencer system). Le-ta je imela lastnosti, ki niso bile na voljo v običajnih izdelkih na tržišču. »Music sequencer« (ali »glasbeni sekvencer«) je nadzoroval elektronske vire, ki so ustvarjali ritmični zvok na albumu. Glasba z albuma Trans-Europe Express je bila ustvarjena v studiu Record Plant Studio (Los Angeles), album je tu našel lokacijo z vzpodudnim ozračjem. Bilo je okoli tega časa, ko sta Hütter in Schneider spoznala Davida Bowieja v Kling Klang Studiu. Glasbeno sodelovanje je bilo omenjeno v intervjuju s Hütterjem, ki pa ni bil nikoli izdan. Skupini Kraftwerk je bila že pred tem ponujena podpora - možnost za sodelovanje na Bowiejevi turneji Station to Station, vendar jo je zavrnila. Izdaja albuma Trans-Europe Express je bila podpisana z ekstravagantnim potovanjem z vlakom. To potovanje je bilo uporabljeno kot tiskovna konferenca s strani EMI France. Album je izšel leta 1977.
Maja leta 1978 so Kraftwerk izdali album The Man-Machine. Posnet je bil v Kling Klang Studiu. Med samim snemanjem albuma je skupina sedela za mešalnimi konzolami in pustila »sekvencerjem« in opremi v studiu igrati melodije. Schneider je medtem večkrat vstal in se pomaknil proti drugi glasbeni sekvenci. To je bil njihov stil jammanja. Ta postopek se je ponavljal, dokler niso bili posnetki osnovani v skladbe. Zaradi zapletenosti snemanja je bil album ustvarjen v Rudas Studiu v Düsseldorfu. Dva »miks-tehnika« iz LA-ja, Joschko Rudas in Leanard Jackson, sta bila zaposlena, da »zamiksata« album. Ovitek novega albuma je bil izdan v črni, rdeči in beli barvi, navdih za umetiško delo je podal ruski umetnik El Lissitzky, podobo skupine na sprednji strani ovitka pa je slikal Gunther Frohling. Ta je prikazovala skupino Kraftwerk oblečeno v rdeče srajce in črne kravate. Po izidu albuma The Man-Machine Kraftwerk niso izdali novega albuma naslednja tri leta. 
Maja leta 1981 so Kraftwerk izdali album Computer World pri EMI records, in sicer v Kling Klang Studiu med letoma 1978 in 1981. Med tem je bilo veliko časa vloženega v modificiranje Kling Klang Studia, da bi ga skupina lahko vzela s seboj na turnejo. Nekateri elektronski vokali na albumu Computer World so bili ustvarjeni z uporabo naprave »Texas Instruments Language Translator«. Komad Computer Love je izšel kot single z albuma, in sicer s prvinami njihove zgodnjejše skladbe The Model. Radijske DJ-e je bolj privlačila »stran B«, zato je bil single ponovno zapakiran s strani EMI in ponovno izdan s komadom The Model na »strani A«. Single je dosegel vrh lestvice v ZK in s tem je The Model postal najuspešnejši komad v ZK.

### 1983-1989
Leta 1983 je EMI izdal single Tour de France. Originalno 12« izdajo je snemalna družba odložila, dokler ne bi dobili nadaljnjih informacij o albumu, a na koncu so single vendarle izdali brez vednosti o njem. V tem času so se Kraftwerk odpravili kolesarit, Hütter je iskal nove oblike športanja, cela kupina pa je v kolesu videla novo podobo. Single Tour de France je vseboval zvoke, ki so sledili tej temi, npr. zvoki kolesarske verige, mehanizma opreme in tudi dihanja kolesarja. V času izdaje singla je Hütter poskušal prepričati ostale člane skupine, naj posnamejo celoten album, osnovan na kolesarjenju, vendar ti niso bili tako zainteresirani. Tema je bila prepuščena le singlu. Najbolj znana verzija komada je bila posneta z uporabo francoskih vokalov, ki so bili posneti na stopnicah Kling Klang Studia, da je bilo ustvarjeno ustrezno ozračje. Med snemanjem singla Tour de France je Hütter doživel resno kolesarsko prometno nesrečo. Utrpel je hude poškodbe glave in ostal v komi nekaj dni. Po okrevanju se je Hütter vrnil k svoji navdušenosti nad kolesarjenjem. Skozi leto 1983 je Wolfgang Flür preživljel vse manj časa v studiu. Od uporabe sekvencerjev je njegova vloga bobnjarja postajala vse manj pogosta; raje je preživljal čas s svojo punco, na področju ustvarjanja pa je s skupino doživljal težave. Po svoji zadnji aktivnosti na albumu Electric Café (1986) se je le redko vrnil v Kling Klang Studio. Single Tour de France je bil uporabljen v filmu Breakin' (1984), kjer kaže vpliv skupine Kraftwerk na ameriško črnsko plesno glasbo. 

### 1990-1999
V prvi polovici 90. let 20. stoletja se je zasedba skupine Kraftwerk večkrat spremenila. Leta 1990 je Fritz Hilpert zamenjal Wolfganga Flüra na elektronskih tolkalih in zvočnih efektih, zgodaj leta 1991 je Fernando Abrantes zamenjal Karla Bartosa (elektronska tolkala, zvočni efekti). Kasneje leta 1991 je Abrantesa zamenjal bolj stalen član - Henning Schmitz. 
Po letih tišine na koncertiranju so leta 1990 Kraftwerk ponovno odšli na turnejo po Evropi; omeniti je zagotovo treba slavni nastop na plesem festivalu Tribal Gathering (1997) v Angliji. Turneja leta 1998 se je odvijala v ZDA in na Japonskem. 
Julija 1999 je bil single Tour de France ponovno izdan v Evropi preko EMI-ja, po tem ko je bila izdaja več let v zatišju, in sicer prvič na CD-ju, obenem pa tudi na 12« vinilki. Na obeh verzijah sta naslovnici rahlo spremenjeni - obraza Flüra in Bartosa sta odstranjena z izvirne podobe štirih kolesarjev na ovitku. 
Single Expo 2000 je bil izdan leta 1999, nato pa so novembra 2000 iz njega naredili Expo Remix.
Leta 1999 je Flür izdal svojo avtobiografijo Ich War ein Roboter. Kasnejše izdaje v angleškem jeziku so nosile naslov Kraftwerk: I Was a Robot.

### od 2000 dalje
Avgusta leta 2003 so Kraftwerk izdali Tour de France Soundtracks - prvi album z novim materialom po albumu Electric Café (1986). Še pred izidom albuma so leta 2002 začeli z Minimum-Maximum turnejo. Komplet 12345678 - The Catalogue je bil načtovan v leta 2004 za popolno izdajo. Vseboval naj bi priredbe z albumov od Autobahn do Tour de France Soundtracks, a je bil postavljen na stran, dokler ne bo dokončno načrtovan. Trenutno obstaja samo kot promocijska kopija, vendar Hütter je na svojem intervjuju na brazilski televiziji sporočil, da se Kraftwerk bodo vrnili k svojemu delu na kompletu, ko bodo zaključili svojo turnejo 2008/2009. 
Junija 2005 je Minimum-Maximum - prvi uradni album, posnet v živo - prejel izredno dobre recenzije. Sestavljen je bil iz nastopov s pomladanske turneje leta 2004 (predelani komadi z že obstoječih albumov). Na tem albumu je tudi komad Planet of Visions, ki je prenova singla Expo 2000. Album Minimum-Maximum je bil nominiran za nagrado Grammy Award za najboljši electronic/dance album. Hütter je obžaloval dejstvo, da niso mogli vključiti nekaj posnetkov s svojega koncerta v mestu Santiago de Chile - rekel je, da je bila publika na tem koncertu »edino občinstvo na svetu, ki je ploskalo sočasno, v popolni usklajenosti«. 
Decembra 2005 je bil izdan album Minimum-Maximum: komplet dveh DVD-jev, dveh CD-jev, na katerih so vključeni posnetki njihovih koncertov v različnih krajih po svetu, ter knjiga s podobami iz koncerta. 
Aprila 2008 so bili Kraftwerk na turneji v ZDA, kar je postopoma vodilo k že prej omenjenemu showu na festivalu Coachella Valley Music and Arts Festival.
Kraftwerk so dobili tožbo na nemškem vrhovnem sodišču 20. novembra s temo, ali bi glasbeniki morali imeti pravico do kopiranja glasbe drugih glasbenih izvajalcev brez kršenja avtorskih pravic. Skupina Kraftwerk je tožila rap producenta po imenu Moses Pelham, da je kopiral dve sekundi iz njihovega komada Metal on Metal (1977) na komadu Nur Mir od Sabine Setlur. 
22. novembra so bili Kraftwerk načrtovani za glavni nastop na festivalu Global Gathering Festival v kraju Melbourne v Avstraliji, vendar so ga morali zadnjo sekundo preklicati zaradi srčnih težav Fritza Hilperta. 
Marca 2009, po enem izmed njihovih nastopov z Radiohead v Santiagu de Chile, je Hütter objavil, da načrtujejo konec leta 2009 izdati nov album. Kasneje je to informacijo potrdil nekaj časopisom v Avstriji in Romuniji. V intervjuju za časopis The Guardian je Hütter uredil zmedo do neke mere, ko je rekel, da pričakuje, da bo The Catalogue izdan septembra 2009. 
Kraftwerk so tudi potrjeni za enega izmed glavnih nastopajočih na festivalu Bestival na Isle of Wight v ZK od 11. do 13. septembra 2009.

## Glasbena zasedba

### Trenutni člani
- Ralf Hütter - sintesajzerji, orgle, glavni vokal; bas kitara, bobni idr. tolkala (slednje v zgodnjem obdobju)
- Fritz Hilpert - tehnika zvoka, elektronska tolkala
- Henning Schmitz - tehnika zvoka, elektronska tolkala, »live keyboards«
- Stefan Pfaffe - video tehnik

### Nekdanji člani
- Florian Schneider-Esleben - sintesajzerji, vokalna spremljava, računalniško ustvarjeni vokali; flavte, kitara, tolkala, violina (zgodnje obdobje); 1970-2008
- Karl Bartos - elektronska tolkala (1975-1991), »live vibraphone« (1975), klaviature na turneji Computer World (1981); 1975-1991
- Klaus Dinger - bobni; 1970-1971
- Wolfgang Flür - elektronska tolkala; 1973-1987
- Andreas Hohmann - bobni; 1970
- Klaus Röder - kitara, električna violina; 1974
- Michael Rother - kitara; 1971

Odhod Floriana Schneider-Eslebna

Schneider-Esleben, eden izmed soustanoviteljev nemške pionirske glasbene skupine Kraftwerk, je skupino zapustil 21. novembra 2008. 

Kmalu po njegovem odhodu je časopis The Independent izjavil:

Nekaj brilijantno kraftwerkianskega je v novicah, da Schneider, član-ustanovitelj nemških elektronskih pionirjev, zapušča skupino Kraftwerk, da bi sledil solo karieri. Mnogo uspešnih bendov razpade v pičlih nekaj letih. Očitno sta Schneider in njegov glasbeni kolega Ralf Hütter potrebovala 4 dekade, da sta odkrila razlike v glasbi.— - The Independent, 21.11.2008

### Glasbeniki, ki so sodelovali na koncertih
- Fernando Abrantes - elektronska tolkala
- Emil Schult - kitara, električna violina; kasneje zaposlen kot slikar, grafični risar in pisec besedil
- Plato Kostic, a.k.a. Plato Riviera - bas kitara
- Peter Schmidt - bobni
- Houschäng Néjadepour - kitara
- Charly Weiss - bobni
- Thomas Lohmann - bobni
- Eberhard Kranemann - bas kitara

## Glasba
Kot na veliko drugih krautrock glasbenih skupin so tudi na Kraftwerk vplivale pionirske skladbe Karlheiza Stockhausena, minimalizem in ne-R&B ritmi banda The Velvet Underground, vplivali pa so tudi Frank Zappa, Jimi Hendrix in The Stooges. Na Hütterja so močno vplivali tudi The Beach Boys, kar je opazno na albumu Autobahn (1975). Hütter je rekel, da so The Beach Boys ustvarjali glasbo, ki je zvenela kot Kalifornija, in da so Kraftwerk želeli ustvarjati glasbo, ki bi zvenela kot Nemčija. Njihovi prvi trije albumi so bili predvsem eksperimentalni rock v svobodni obliki. Prvi album, Kraftwerk (1970), in drugi, Kraftwerk 2 (1972), sta bila bolj ali manj raziskovalna jam glasba, igrana na vrsto tradicionalnih inštrumentov - kitara, bas, bobni, električne orgle, flavta in violina. Kasnejše modifikacije teh albumov so bile uporabljene za spremembo zvokov teh inštrumentov.
Z albumom Ralf und Florian (1973) se je band začel pomikati bliže k svojemu klasičemu zvoku - opirali so se bolj na sintesajzerje in aparature, ki so oponašale zvoke bobnov. 
Besedila skupine Kraftwerk se nanašajo na evropsko povojno življenje in tehnologijo - potovanje z avtom po avtocesti, potovanje z vlakom, uporaba domačih računalnikov ipd. Običajno so besedila zelo minimalistična, ampak izražajo hkrati nedolžno praznovanje ter zavedno opažanje modernega sveta, obenem pa tudi igranje celostne vloge v ritmični zgradbi pesmi. Mnogo besedil skupine Kraftwerk izraža paradoksalno naravo modernega urbanega življenja - močan občutek odtujitve ob obstoju eden poleg drugega s proslavljanjem veselja nad moderno tehnologijo.
Vsi ostali albumi od Trans-Europe Express dalje so bili posneti v ločenih inačicah: ena z nemškimi vokali za nemški, švicarski in avstrijski trg, in ena z angleškimi za ostali svet - z občasnimi variacijami v ostalih jezikih (ob konceptualni primernosti).

## Koncerti
Koncerti so vedno igrali pomembno vlogo v aktivnostih skupine Kraftwerk. Zasnovani so večinoma na uradnih komadih in kompozacijah, improvizacija pa vseeno igra pomembno vlogo. Izvira izpod korenin eksperimentalne krautrock scene poznih 60. let 20. stoletja in se pomembno nadaljuje - še posebno z uporabo digitalnega in računalniško nadzorovanega sekvenciranja na koncertih. Nekatere znane kompozicije sk. Kraftwerk so se razvile ravno s pomočjo improvizacije na nastopih.

### 1970-1974
Na začetku svoje kariere (med 1970 ter 1974) so Kraftwerk imeli koncerte le občasno. Ti nastopi so bili večinoma le v Nemčiji z občasnimi koncerti v Franciji. Nekaj teh prireditev je bilo posnetih za TV predvajanje. Edini stalni lik teh prireditev je bil Schneider-Esleben, katerega glavni inštrumnt tistega časa je bila flavta; občasno je igral tudi na violino in kitaro, kar je šlo skozi proces različnih vrst elektronskih efektov. Hütter, ki je zapustil skupino leta 1971, da je dokončal študij arhitekture, je igral na klaviature (tudi Farfisa orgle in električni klavir). Vrsta drugih glasbenikov, ki so se pojavili na odru kot del skupine v obdobju teh let (Klaus Dinger - akustični bobni, Andreas Hohmann - akustični bobni, Thomas Lohman - akustični bobni, Michael Rother - električna kitara, Charly Weiss - bobni, Eberhard Kranemann - bas kitara, Emil Schult - električna violina, el. kitara in Klaus Roeder - el. vilolina, el. kitara). 

Kasnejši nastopi od 1972 do 1973 so bili v stilu dueta z uporabo preproste naprave, imenovane beat-box-type electric drum machine ter s poprej na električnih orglah posnetimi ritmi. Kasneje leta 1973 se je Wolfgang Flür pridružil skupini za vaje in nato so dalje kot trio nastopali na TV-oddaji »Aspekte« za nemško televizijo ZDF. 

### 1975-1981
Leto 1975 je bilo za skupino Kraftwerk leto preobratov na področju nastopov. S finančno pomočjo družbe Phonogram (ZDA) so Kraftwerk lahko dosegli multidnevno turnejo, ki je bila promocija albuma Autobahn. Zahvaljujoč turneji so prvič v življenju odšli v ZDA, Kanado in ZK ter prvič nastopali v obliki kvarteta. Hütter in Schneider sta v večini igrala na sintesajzerje, kot sta Minimoog in ARP Odyssey, zmanjšana pa je bila uporaba Schneiderjeve flavte. Prvič sta tudi v živo na odru pela, Schneider pa je v živo tudi uporabljal vokoder. Wolfgang Flür in novi rekrut Karl Bartos sta igrala na elektronska tolkala z uporabo po naročilu narejenih (in za tistega časa enkratnih) »sensor pads hit«. Bartos je na odru uporabil tudi Deagan Vibraphone. Kvartet Hütter-Schneider-Bartos-Flür je obstal do poznih 80. let 20. stoletja. Menedžer te turjeje je bil Emil Schult.
Do konca 70. let 20. stoletja se je nastopanje skupine Kraftwerk močno osredtočilo na pesmi z večjo uporabo vokalov in manj akustičnih inštrumentov. Leta 1976 so šli Kraftwerk na turnejo promovirat album Radio-Activity. Po tej turneji so si vzeli odmor, a se zraven vseeno pojavljali na televizijskih oddajah, kjer so predstavljali albuma Trans Europe Express in The Man-Machine. 
S turnejo Computer World so se l 1981 Kraftwerk vrnili na sceno - takrat so učinkovito spakirali in s seboj na turnejo vzeli celoten Kling-Klang studio. V tem času se je Wolfgang Flür ukvarjal z dizajnom bivanja in pakiranja za celotno turnejsko opremo. Kraftwerk so v tem obdobju razvili povečano uporabo vizualnih elementov na nastopih. V to so bili vključeni: v ozadju projecirani slajdi in filmi, vedno bolj sinhronizirani z glasbo (medtem ko se je razvijala tehnologija), uporaba ročnih mini inštrumentov med seti, in (verjetno najslavnejši) uporaba njihove replike mannequins - za uporabo na odru med komadom The Robots.

### po letu 1981
Po turneji Computer World pozimi leta 1981 je za skupino Kraftwerk sledil skoraj desetletje dolg premor v koncertiranju. Wolfgang Flür je zapustil skupino leta 1987, zamenjal pa ga je Fritz Hilpert. Do febrauraja 1990 niso več nastopali, vendar pa so imeli v Italiji nekaj skrivnih nastopov. Kmalu za tem je skupino zapustil Karl Bartos. Naslednja turneja je sledila leta 1991 za album The Mix. Hütter in Schneider sta želela nadaljevati predstavitev stila synth-pop kvartet in uvedla novinca po imenu Fernando Abrantes, ki je zamenjal Bartosa. Abrantes je bil kmalu zatem odslovljen. Proti koncu leta 1991 se je skupini Kraftwerk pridružil Henning Schmitz, ki je dokončal ostanke turneje in postal član nove oblike kvarteta, ki je ostal dejaven do leta 2008.
Leta 1998 so imeli Kraftwerk turnejo v ZDA in na Japonskem prvič po letu 1981, skupaj z nastopi v [[Brazilija|Braziliji] in Argentini. V tem obdobju so bili predstavljeni trije novi komadi, ki pa niso bili izdani. Po tej turneji so se odločili za še en premor.
Leta 2002 je imela skupina novo turnejo, tokrat po Evropi in na Japonskem. Uporabljali so 4 prilagojene prenosne računalnike znamke Sony, podznamke VAIO. S tem so doma v Nemčiji lahko pustili celoten Kling Klang studio. Priskrbeli so si tudi novo serijo prosojnih video panojev, ki so zamenjali 4 ogromna projekcijska platna. To je zelo pospešilo potek ustvarjanja zvoka in programske opreme za vizualne predstavitve. Od te točke dalje je oprema, ki so jo imeli Kraftwerk, pospešeno zmanjšala »manualno« igranje. Hütter je večinoma še vedno vztrajal pri »manualnem« igranju - še vedno je ustvarjal zvoke z ročnim premikom tipk, pel v živo in sam izvajal ostinato - ponavljanje glasbene misli brez sprememb. Schneider je svoj vokal zamenjal s posebno programsko opremo. 